# Chaetolonchaea pruinosa
Chaetolonchaea pruinosa är en tvåvingeart som beskrevs av Morge 1959. Chaetolonchaea pruinosa ingår i släktet Chaetolonchaea och familjen stjärtflugor. Inga underarter finns listade i Catalogue of Life.